# メチルイエロー
メチルイエロー（英語：Methyl yellow）は、一定の酸性度で色が変化する為、酸塩基指示薬として利用される化学物質である。別名：バターイエロー、C.I. 11020
pH 2.9以下で赤色、2.9から4.0までは赤から黄色に徐々に変化し、4.0以上で黄色に変化する。

## 発がん性
現在は発癌物質に分類されているが、それ以前はバターイエローと呼ばれ食品に添加されていた。摂取した場合、肝臓の腫瘍を引き起こす。